# Impartialité
L'impartialité  est l'absence de parti pris. Elle est généralement associée à la neutralité, l'équité, l'objectivité et à la notion de justice.

## Définition

### En médiation
En médiation (résolution des conflits), l'impartialité implique une attitude de distanciation. Le médiateur doit être attentif aux sentiments qu'il peut éprouver à l'égard d'une partie, par les phénomènes naturels de sympathie ou d'antipathie. Ainsi, dans le domaine de la médiation, l'impartialité concerne la relation du médiateur avec les parties, tandis que la neutralité est relative à la solution.

### En droit

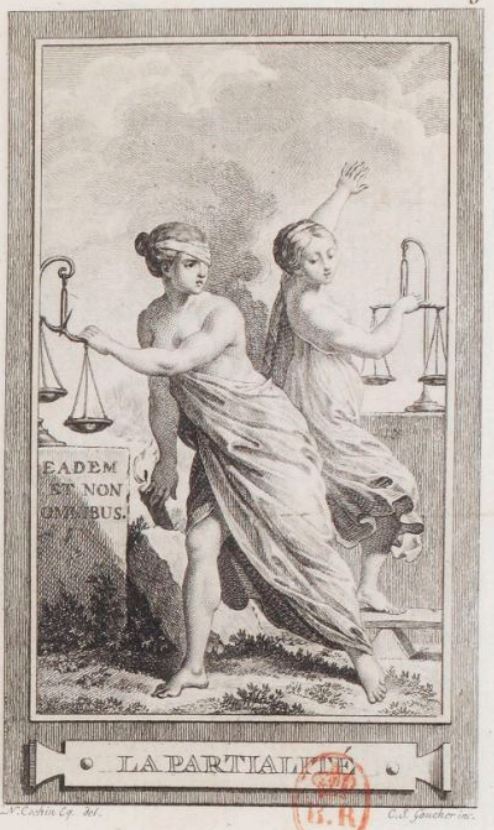
La partialité, sous les traits d'une femme laide, l'air sombre, le regard faux, portant un bandeau qui lui cache un œil ; de la main droite elle écrase un flambeau, dont la lumière pourrait l'éclairer et de la gauche fait pencher une balance vide pour lui ôter son équilibre.
L'impartialité est sous l'emblême d'une jeune femme dont le visage annonce la candeur et la sincérité, d'une main elle tient en équilbibre le fléau d'une balance…

Illustration de Charles-Nicolas Cochin dans Iconologie, ou Traité de la science des allégories en 350 figures gravées avec les explications relatives à chaque sujet par Gaucher.(tome 4 1796).
L'impartialité est l'attitude qui doit permettre d'éliminer toute subjectivité dans un jugement.

#### Cour européenne des droits de l'homme
L’arrêt PIERSACK contre BELGIQUE du 1er octobre 1982 est le point de départ de la jurisprudence de la Cour européenne des droits de l'homme (CEDH) en matière d’impartialité ou si l’impartialité se définit d’ordinaire par l’absence de préjugé (de parti pris) elle peut s’apprécier de diverses manières : entre une démarche subjective où on s’attache à l’opinion et une démarche objective où l’on se concentre sur l’opinion des justiciables. Dans cette affaire, le président de la Cour d'assises de Bruxelles était auparavant substitut du procureur du roi, encadrait des magistrats du ministère public chargés de l'affaire et avait pu connaître de l'affaire ; la CEDH a considéré, contrairement à la Cour de cassation belge, qu'il y avait eu violation de l'article 6, paragraphe 1 de la convention.
Le véritable apport de l'arrêt PIERSACK contre BELGIQUE est l'émergence de la notion d'impartialité objective. Cette notion peut être résumée par l'interrogation suivante : existe-t-il des éléments qui pourraient laisser penser au justiciable que le juge n'est pas impartial en l'espèce ? On se place donc du côté du justiciable. A contrario, en ce qui concerne l'impartialité subjective, on se place du côté du juge. Ce type d'impartialité relève bien davantage de ses ressentis, opinions personnelles. Garantir l'impartialité subjective est donc quelquefois difficile à mettre en œuvre en pratique.

#### Droit canadien
D'après les Principes de déontologie judiciaire du Conseil canadien de la magistrature, « l’impartialité requiert non seulement l’absence de préjugés et de partis pris, mais également l’absence
d’apparence de partialité. Ces deux volets de l’impartialité sont bien résumés dans la maxime selon laquelle non seulement justice doit être rendue, mais encore elle doit paraître avoir été rendue. Le critère applicable consiste à se demander si une personne raisonnable et bien renseignée, qui serait au courant de toutes les circonstances pertinentes et étudierait la question de façon réaliste et pratique, craindrait que le juge
ne soit pas impartial ».

#### Droit français
La Cour de cassation a rendu différents arrêts en raison d'un manque d'impartialité, notamment un arrêt le 14 septembre 2006 concernant le manque d'impartialité d'un juge de proximité, ainsi qu'un arrêt le 13 janvier 2015 remettant en cause l'impartialité de l'une des magistrates ayant jugé l'affaire de l'explosion de l'usine AZF de Toulouse.

### Dans les médias
Aux États-Unis, il a existé, de 1949 à 1987, un principe d'impartialité imposant aux chaînes de radio et de télévision, de présenter les différents points de vue relatifs à des questions d'intérêt public controversées.